# R/V G.M. Dannevig
R/V G.M. Dannevig är ett norskt forskningsfartyg, som delägs och drivs av Havforskningsinstituttet i Bergen i Norge. Fartyget är uppkallat efter den norske havsforskaren Gunder Mathiesen Dannevig (1841–1911). Det har Universitetet i Bergen som medägare. Fartyget är stationerat i Skagerrak och Nordsjön med bas på Forskningsstasjon Flødevigen utanför Arendal. 
R/V G.M. Dannevig byggdes 1979 på Kystvågen Verft i Frei i Norge som R/V Kystfangst och omdöptes till R/V G.M. Dannevig 1985. Hon är 28 meter lång och på 171 bruttoregisterton. Hon har en motorstyrka på 660 kW.  